# Prosthennops
Prosthennops (лат.) — род вымерших парнокопытных из семейства пекариевых (Tayassuidae). Типовой вид Dicotyles serus, теперь известный как Prosthennops serus. Род известен из отложений с миоцена по плейстоцен (16,3—1,4 млн лет назад), ископаемые остатки обнаружены на территории Северной и Центральной Америк (США, Мексика, Коста-Рика и Гондурас). Резцы рудиментарные. Клыки эллиптические в поперечном сечении, более загнутые назад, чем у Tayassu. Премоляры менее моляризованы, чем у Mylohyus. Морда перед премолярами более удлиненная, чем у Tayassu, но менее удлиненная, чем у Mylohyus. Скуловые кости расширены поперечно в массивные бугры. Глазницы сдвинуты далеко назад, и расположены прямо над суставными ямками. Это были наземные растительноядные животные.

## Виды
По данным Paleobiology Database на май 2025 род включает 2 вида:
- †Prosthennops kernensis Colbert, 1938
- †Prosthennops serus Cope, 1877